# Schlachter-Bibel

Schlachter 2000

Die Schlachter-Bibel, in der Urfassung von 1905 zuerst als Miniaturbibel bezeichnet, ist eine Bibelübersetzung aus den Ursprachen Hebräisch/Aramäisch/Altgriechisch in die deutsche Sprache. Sie wurde von dem Schweizer Prediger, Evangelisten, Autor und Zeitungsherausgeber Franz Eugen Schlachter (1859–1911) übersetzt. Seine Bibelübersetzung verfasste Schlachter während seiner Zeit als Prediger der Evangelischen Gesellschaft (heute Evangelisches Gemeinschaftswerk) in der Stadt Biel.
Schlachter stand der bibeltreuen Theologie, der Heiligungsbewegung, dem Pietismus bzw. den protestantischen Erweckungsbewegungen nahe. Als Prediger und Evangelist der Evangelischen Gesellschaft baute er unter anderem in Biel eine Gemeinde auf. Später war er auch Prediger der Freien Evangelischen Gemeinde Bern.

## Geschichte

### Miniaturbibel, Haus- und Handbibel

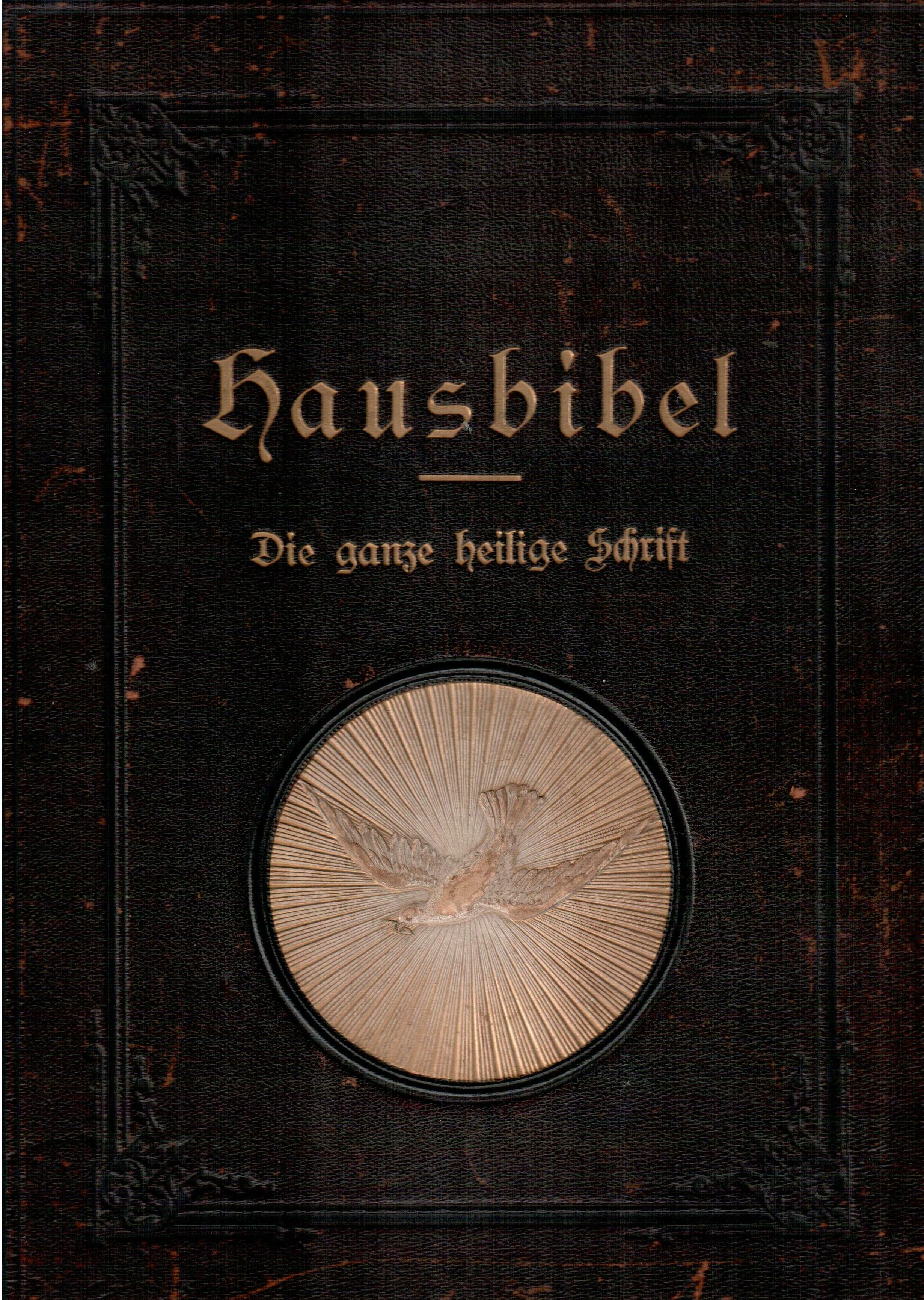
Hausbibel

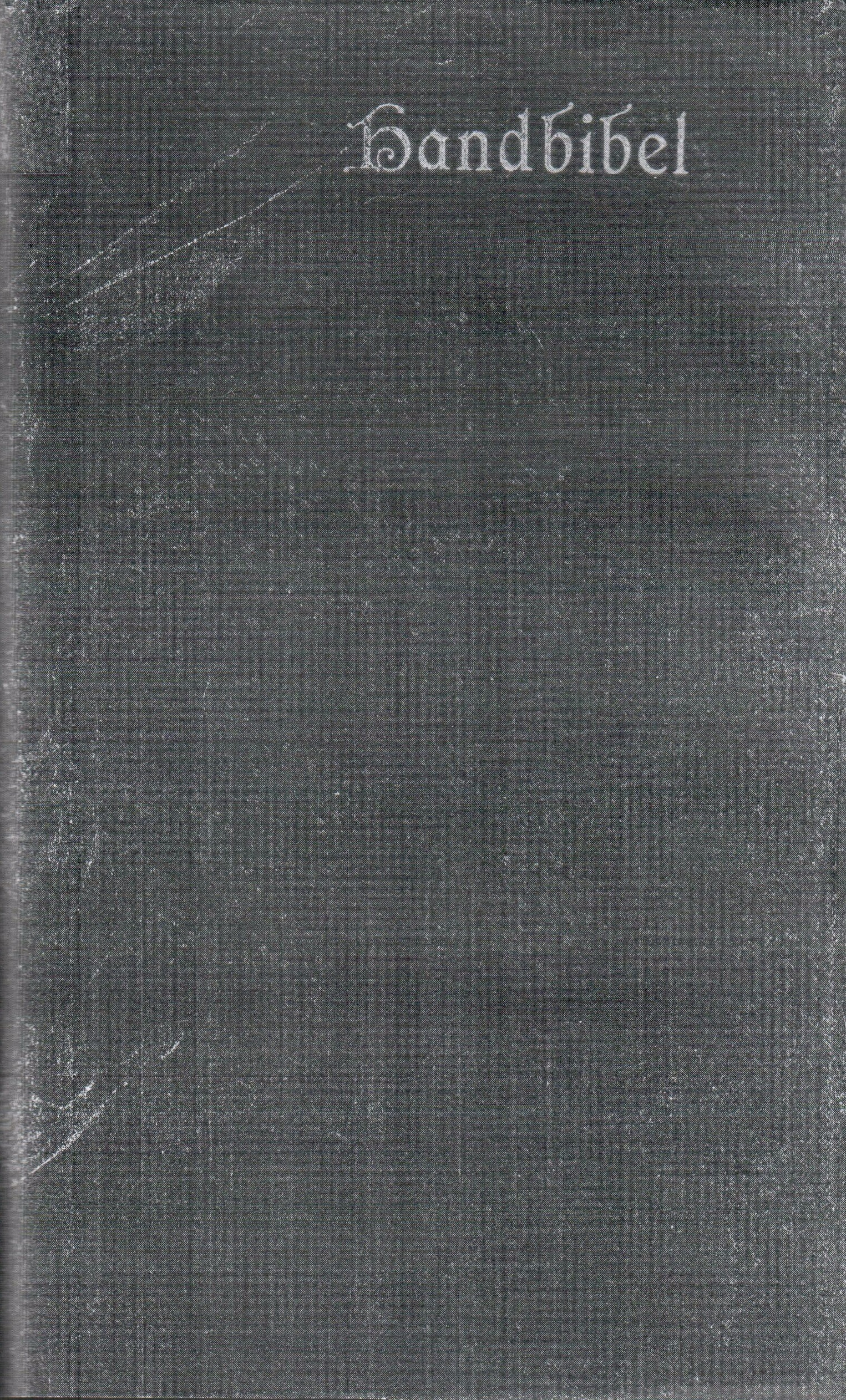
Handbibel

Franz Eugen Schlachter berichtet im Correspondenzblatt der A.P.S. (Alt-Prediger-Schüler) der Evangelischen Predigerschule Basel von der Entstehung der Miniaturbibel, dass er eine mit einem Leerblatt durchschossene Zürcher Bibel dazu benutzte. Ursprünglich las er die Lutherbibel und zog dann auch die Textbibel von Emil Kautzsch hinzu. Er verglich dann den Text mit den Grundtexten, Lexika, Wörterbüchern usw. und fertigte so im Laufe der Jahre eine eigene Übersetzung an, aus der die Miniaturbibel entstand. Ursprünglich hatte er geplant, die Übersetzung als Gemeinschaftswerk mit seinen ehemaligen Mitschülern der Predigerschule in Basel zu erstellen. Er las die Bibel fortlaufend in den Grundsprachen und schlug jedes Wort in guten Wörterbüchern nach. Das Buch Hiob war der erste Teil der Bibel, den er übersetzte und in einer Sonderbroschüre herausgab. Später folgten weitere Einzelteile, zum Beispiel 1901 das Buch Jesaja. 1904 schrieb er in den Brosamen von des Herrn Tisch, dass bisher als Einzelhefte Jesaja, Jeremia, Hiob, Psalter, Sprüche, Prediger, Daniel und die zwölf kleinen Propheten erschienen seien. 1902 war das Neue Testament fertiggestellt und ab Januar 1903 wurde es ausgeliefert; im Juni erschien das letzte Heft des Alten Testamentes mit Rut und 1. und 2. Samuel und im November 1905 die ganze Bibel als Erstausgabe der Miniaturbibel.
Parallel dazu gab Schlachter ein Studienblatt namens Der Schriftforscher heraus, eine Mischung aus Bibelstudienblättern und Bibellexikon. Es war vorgesehen, den lexikalischen Teil später der Miniaturbibel als Anhang beizufügen. Schlachters früher Tod verhinderte jedoch eine weitere Bearbeitung bzw. Zusammenführung von Miniaturbibel und Miniaturbibellexikon.
Die erste Ausgabe der Bibel erschien in der Schweiz im Verlag der Miniaturbibel (Biel), in Deutschland im Verlag Johannes Schergens (Bonn). Es war eine volkstümliche und doch genaue Bibelübersetzung mit einer prägnanten Sprache. Der Stil war ähnlich der Lutherbibel, wies aber auch Parallelen zur alten Zürcher Bibel auf und zeichnete sich durch eine besonders treffende Wortwahl aus. Wörter wie „Disputiergeist dieser Welt“, „Kapital“ usw. fanden sich nur in dieser Bibelausgabe. In Hiob 8,11–19, aber auch im Neuen Testament übersetzte Schlachter einzelne Passagen bzw. Verse in Gedichtform. Auch sonst findet man in dieser Übersetzung teilweise bemerkenswerte Übersetzungsvarianten. Die Ausgabe war nur ungefähr 1,5 Zentimeter dick, hatte 728 Seiten, wies ein Format von 11,7 × 17,7 cm auf und passte so in jede Jackentasche. Sie hatte einen fortlaufend gesetzten Text, der nur unterbrochen wurde, wenn ein neuer Sinnabschnitt begann. Die kleine Schrift war gestochen scharf und gut lesbar.
Die Miniaturbibel erlebte in den ersten zwei Jahren sechs Auflagen; die erste war schon nach zwei Monaten, im Januar 1906, vergriffen. Sie lief, wie die damals weit verbreitete Zeitschrift der Gemeinschaftsbewegung Licht und Leben in Heft 31 vom 3. August 1913 auf Seite 493 berichtete, in kurzer Zeit in der Gemeinschaftsbewegung sowohl der Lutherbibel als auch der Elberfelder Bibel den Rang ab. Vor allem in Kreisen der Heiligungsbewegung und des Pietismus war sie verbreitet. Bis zum Tode Schlachters im Jahre 1911 erlebte sie in der ursprünglichen Form 12 Auflagen.
1907 erschien zusätzlich zur Miniaturbibel eine prunkvolle Hausbibel mit Rot- oder Goldschnitt, allerdings nur im Probedruck, sowie eine durchschossene Ausgabe, 1908 dann eine Handbibel mit Dünndruck- und Normalpapier. Die Hausbibel findet man heute noch vereinzelt in der Schweiz und den USA.
Schlachter hatte ein Bibel-Depot sowohl in den USA als auch in Russland.
Es gab eine sehr seltene Sonderausgabe der Hausbibel mit Leerblatt durchschossen und Farbschnitt (siehe Bild unter der Handbibel).

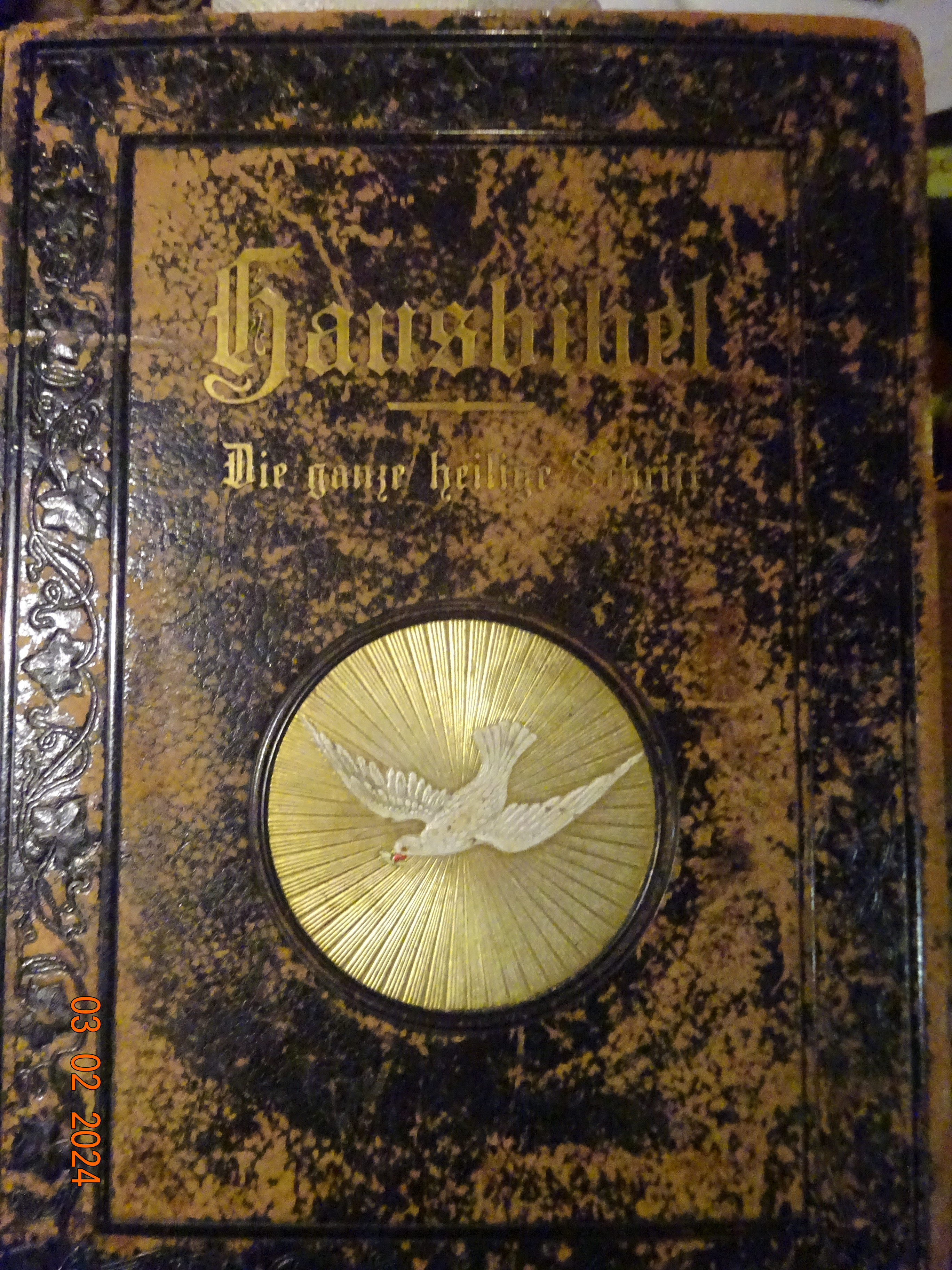

### Erste Revision der Miniaturbibel nach Schlachters Tod

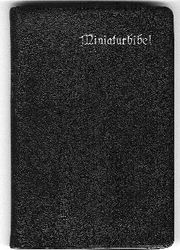
Miniaturbibel 1907

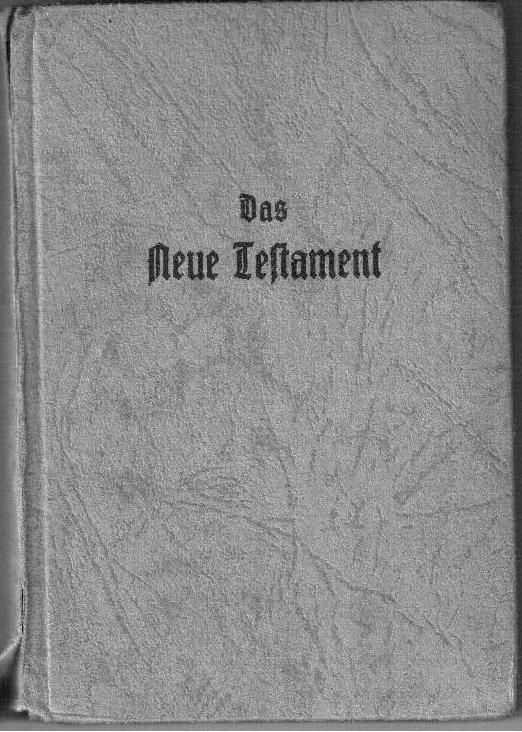
Kriegsgefangenen-Testament, 1945

Nach Schlachters Tod erfolgte bereits ab 1911 eine erste Überarbeitung durch die zwei Schweizer Pfarrer Karl Linder (1861–1931) aus Oberhelfenschwil (St. Gallen) und Ernst Kappeler (1865–1936) aus Zollikon (Zürich). Vorab erschien 1912 eine Fassung des Neuen Testaments dieser revidierten Ausgabe bei Johannes Schergens (1855–1919), dem Bonner Verleger der Miniaturbibel. Ebenfalls bei ihm verlegt wurde 1913 die vollständige Revision als Handbibelausgabe. Der Text war teilweise stärker der Form des Grundtextes angepasst, aber sprachlich nicht mehr so elegant wie die Originalausgabe Schlachters. Im November 1913 erfolgte die 13. Ausgabe der Miniaturbibel. Das Neue Testament hatte Parallelstellen am Rand. Mit Zustimmung der Familie Schlachter übernahm die Privilegierte Württembergische Bibelanstalt in Stuttgart die weitere Herausgabe der revidierten Miniaturbibel. 1916 wurde der Übergang der Rechte auf die Württembergische Bibelanstalt vertraglich mit der Familie Schlachter geregelt. Am Reformationstag 1918 kam die erste Ausgabe aus der Stuttgarter Bibelanstalt als 14. Auflage auf den Markt; insgesamt erlebte die Schlachter-Bibel sieben Auflagen aus diesem Verlag. Die letzte Ausgabe der revidierten Miniaturbibel von Johannes Schergens und die erste Ausgabe der Württembergischen Bibelanstalt waren vom Text her fast identisch. Lediglich kleinere Änderungen und Druckfehlerbereinigungen wurden durchgeführt. Die letzte (20.) Auflage erfolgte 1952, obwohl die neue Schlachter-Revision von Mauerhofer bereits seit 1951 auf dem Markt war. Es gibt noch eine weitere Ausgabe, die zwischen 1960 und 1965 erschien, in der aber keine Auflage genannt ist.

### Sonderauflage des Neuen Testaments für Kriegsgefangene
Eine Sonderauflage erlebte das leicht überarbeitete Neue Testament der Miniaturbibel von 1905 im Jahre 1945, als die englische Scripture Gift Mission diese mit Zustimmung der Familie Schlachter bei der Genfer Bibelgesellschaft bestellte und sie zu Hunderttausenden an die deutschen Kriegsgefangenen in englischer Gefangenschaft verteilen ließ. Die Witwe Franz Eugen Schlachters, Maria Schlachter-Jakob, hatte dieser Sonderauflage zugestimmt. Der Druck dieses Neuen Testaments war bereits 1944 erfolgt.

### Zweite Revision der Miniaturbibel von 1951
Die zweite Revision entstand 1951 durch die Genfer Bibelgesellschaft mit Zustimmung der Familie Schlachter. Sie war eine vorsichtige Neubearbeitung der ursprünglichen Übersetzung von 1905, keine  Revision der Linder-und-Kappeler-Ausgabe. Der Text ging weiter vom Mehrheitstext weg, als es in der ursprünglichen Miniaturbibel von Schlachter der Fall gewesen war. Ansonsten ähnelte diese Bibel in Text und Format sehr der ursprünglichen Miniaturbibel bzw. der Hand- und Familienbibel. Bei dieser Revision wurde außerdem der in den früheren Ausgaben teilweise mit Jehova übersetzte alttestamentliche Gottesname JHWH durch den Titel Herr ersetzt. Die Revision wurde von dem früheren Bankier und damaligen Assistenten der Bibelschule in Genf, Willi Mauerhofer, und dessen Frau Gertrud (Gymnasiallehrerin) durchgeführt.

### Dazwischenliegender Revisionsversuch
Anfang der 1970er Jahre gab es den Versuch einer Revision des 1951er Textes durch die Genfer Bibelgesellschaft, der aber letztlich scheiterte und zum Neuprojekt der Neuen Genfer Übersetzung (NGÜ) führte. Lediglich das Johannes-Evangelium, bearbeitet von Otto Siegfried von Bibra, wurde 1976 unter dem Titel Das Licht der Welt als Sonderdruck aufgelegt. Es wurden aber keine weiteren Bücher bearbeitet. Unabhängig davon kam es Jahre danach aber doch zur klassischen Revision der Schlachter-Bibel.

### Dritte Revision: „Schlachter 2000“
Diese erneute Revision der Schlachter-Bibel von 1951 wurde 1995 von der Genfer Bibelgesellschaft in Auftrag gegeben und als „Schlachter 2000“ herausgegeben. Zuerst sollte nur die 1951er Ausgabe mit Parallelstellen versehen werden. Im Zuge der Bearbeitung wurde dann die Entscheidung gefällt, die Übersetzung stärker zu bearbeiten, veraltete Wörter auszutauschen und den bisherigen Text um die spezifischen und bei Schlachter fehlenden Stellen des Textus Receptus zu ergänzen. Mitarbeiter  dieser Revision waren für die direkte Textbearbeitung Rudolf Ebertshäuser (Lektor), Peter Toscan (Koordinator), Karl-Hermann Kauffmann (Revisionsleiter) und für das Neue Testament anfangs Herbert Jantzen (Grundtextspezialist Altgriechisch) bzw. für das Alte Testament Roger Liebi und Martin Heide (Spezialisten für Hebräisch und das Umfeld des Alten Testaments). Die Bearbeitungskommission tagte in der Regel in der Freien Brüdergemeinde in Albstadt. Weitere Mitarbeiter waren unter anderem Gottfried Maron (Parallelstellen), der frühere Präsident der Genfer Bibelgesellschaft, und sein Team sowie Gottfried Wüthrich, der frühere Reisesekretär der Genfer Bibelgesellschaft. Die elektronische Bearbeitung erfolgte durch Jürgen Oberwegner und Willi Welte von der Freien Brüdergemeinde Albstadt, nachdem der Text der Schlachter-Ausgabe 1951 als Bearbeitungsgrundlage von Allgäuer Gemeinden um Erwin Keck erfasst worden war. Drucktechnische Fragen wurden vom damaligen Präsidenten der Genfer Bibelgesellschaft, Paul André Eicher, koordiniert. 2003 wurde die Revision nach neun Jahren Bearbeitungszeit abgeschlossen.
Die „Schlachter 2000“ gibt es in unterschiedlichen Ausgaben: Miniaturbibel, Taschenbibel, Taschenbibel mit Parallelstellen, Studienbibel und Schreibrandbibel. Seit November 2003 liegt die Studienausgabe mit rund 100.000 Parallelstellen und einem reichhaltigen Anhang sowie erweiterten Fußnotenapparat für das Bibelstudium vor. Die Taschenbibel mit Parallelstellen ist eine verkleinerte Ausgabe der Studienbibel. Zwischenzeitlich gibt es die Miniaturbibel und auch eine Ausgabe der Standardbibel mit Parallelstellen (Studienbibel) sowie eine Großdruckbibel, jeweils in neuer deutscher Rechtschreibung. Eine Sonderauflage, die sogenannte „Kaffeebibel“, erfolgte 2015 durch die Genfer Bibelgesellschaft und den Bernhard-Bolanz-Verlag in Friedrichshafen. 
Anfang 2009 erschien eine zweisprachige Ausgabe der Bibel auf Russisch und Deutsch. Neben der russischen Synodal-Übersetzung (die orthodoxen Ursprungs ist, aber auch von russischen Protestanten und Katholiken genutzt wird) findet sich darin der deutsche Text der „Schlachter 2000“. Von der Synodal-Übersetzung werden im Alten Testament, analog der meisten protestantischen Bibelübersetzungen, nur die 39 Bücher des jüdischen/protestantischen Bibelkanons abgedruckt, die sogenannten Apokryphen bzw. deuterokanonischen Bücher der Orthodoxen Bibel fehlen. Die Reihenfolge der Bücher folgt dem Standard der meisten protestantischen deutschen Bibeln, nicht der traditionellen russischen Zählung.

#### Liste einiger Bibelausgaben, die die Schlachter-2000-Übersetzung verwenden
- Schlachter 2000 Bibel. Christliche Literaturverbreitung, Bielefeld 2023, ISBN 978-3-86699-033-3.
- Die Bibel. Version 2000. Übersetzt von Franz Eugen Schlachter nach dem hebräischen und griechischen Grundtext. Neue revidierte Fassung, 8. Auflage. Genfer Bibelgesellschaft, Genf / Christliche Literaturverbreitung, Bielefeld 2022, ISBN 978-3-86699-027-2.
- John MacArthur Studienbibel. Schlachter Version 2000. 10. Auflage. Christliche Literaturverbreitung, Bielefeld 2023, ISBN 978-3-86699-017-3.
- Die Bibel. Übersetzt von Franz Eugen Schlachter nach dem hebräischen und griechischen Grundtext. Schlachter Version 2000, Neue revidierte Fassung, Miniaturausgabe, 1. Auflage. Genfer Bibelgesellschaft, Genf / Christliche Literaturverbreitung, Bielefeld 2022, ISBN 978-3-86699-043-2 (Festeinband mit Reißverschluss).
- Die Bibel. Version 2000, neue revidierte Fassung, Schreibrandausgabe, 2., überarbeitete Auflage. Genfer Bibelgesellschaft, Romanel-sur-Lausanne 2018, ISBN 978-2-608-25439-9 (Festeinband).
- Die neue induktive Studienbibel. NISB. Schlachter Bibel 2000. 4. Auflage. Precept Ministries International, Oberhaching 2018, ISBN 978-3-948064-00-6.

## Besonderheiten
Die Schlachter-Bibel ist an die Zürcher Bibel von 1868, die Lutherbibel und die nicht revidierte Elberfelder Bibel angelehnt, weist aber an manchen Stellen sehr individuelle Übersetzungsvarianten von Schlachter auf. Sie ist eine ausgangstextorientierte Bibelübersetzung in verständlichem und prägnantem Deutsch. Schlachter gelang es, so zu formulieren, dass man den Sinn einer biblischen Aussage problemlos in normalem, aber gehobenem Deutsch erfassen konnte.
Den alttestamentlichen Gottesnamen JHWH gab Schlachter an den Stellen, an denen der Name im Gegensatz zu anderen Göttern steht, mit Jehova wieder, ansonsten mit „Herr“. Seit der Revision 1951 wird der Gottesname grundsätzlich mit „Herr“ wiedergegeben.
Eine Besonderheit der „Schlachter 2000“ ist die Übersetzung von geographischen Ausdrücken: Orte und Landschaften Israels wurden so benannt, dass der Leser sie auf einer herkömmlichen Landkarte Israels wiederfindet, zum Beispiel Negev statt „Mittagsland“ bzw. „Süden des Landes“ und Schephela statt „Ebene“.

## Neubearbeitung der Schlachter 1905
Der Brosamen-Verlag hat eine Neubearbeitung der Schlachter 1905 in lateinische Druckschrift aufgelegt. Die Unterschiede zum Textus Receptus sind in dieser Ausgabe im Neuen Testament in Klammer angezeigt. Genauso die Änderungen im Alten Testament, die nötig wurden, weil Schlachter in seiner Überbelastung wenige Worte oder Teile ausgelassen hatte.
Der Leser hat, wenn er die Bibel ohne die Klammern liest, die Original-Schlachter-Bibel von 1905 in lateinischer Schrift – wenn er aber die Klammern einbezieht, dieselbe Bibel inklusive Textus-Receptus-Stellen und der berichtigten Fehler des Alten Testaments.
Es ist vorgesehen, auf dieser Basis die ganze 1905er Ausgabe nochmals leicht zu überarbeiten.

## Sonderausgaben
- Schutzengelbibel, hrsg. von Uwe Wolff, Gütersloher Verlagshaus, Gütersloh 2009
- sogenannte Kaffee-Bibel, missionarische Sonderauflage der „Schlachter 2000“ zum Preis einer Tasse Kaffee (2,50 €): Die Bibel. Gott spricht. Heute. Genfer Bibelgesellschaft und Verlag Bernhard Bolanz, Romanel-sur-Lausanne bzw. Friedrichshafen 2015, ISBN 978-3-86603-287-3.
- Miniaturbibel von 1905 in Großdruck, Reproduktion und fotomechanische Vergrößerung der Miniatur-Bibel von 1905, Eigenverlag Freie Brüdergemeinde Albstadt 2014 (Auflage 200 Stück)
- Ebenso wie die sogenannten Gideon-Bibeln gibt es auch die Schlachter-Bibel als einfache preisgünstige Paperback-Ausgabe, die zur kostenlosen Weitergabe zu missionarischen Zwecken gedacht ist.
- Schlachterbibel von 1905 in Großdruck, Reproduktion, überarbeitete Fassung der Miniatur-Bibel von 1905, inklusive der TR-Stellen in Klammer und jetzt in lateinischer Druckschrift, Brosamen-Verlag Albstadt 2024

## Konkordanz

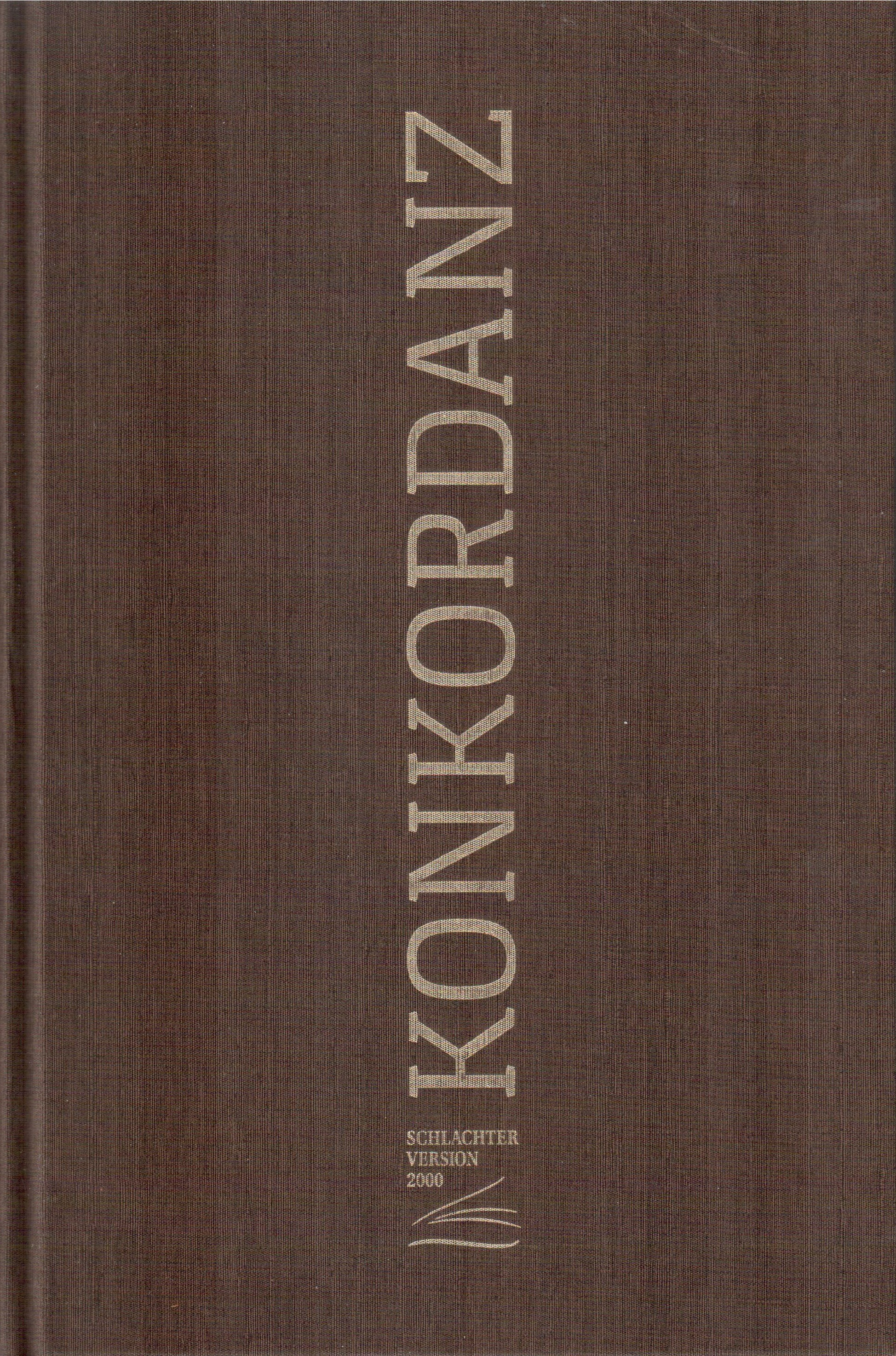
Schlachter-Konkordanz 2015

Im September 2015 erschien eine ausführliche Wortkonkordanz mit 2673 Seiten. Die Konkordanz wurde von der Freien Brüdergemeinde Albstadt erstellt. 

## Medien
- Franz Eugen Schlachter, Prediger und Bibelübersetzer. Ein Hörspielbuch für Erwachsene von Christian Mörken, SCM Hänssler, Holzgerlingen 2014